# Heterophaea ruficollis
Heterophaea ruficollis är en trollsländeart som först beskrevs av Friedrich Ris 1930.  Heterophaea ruficollis ingår i släktet Heterophaea och familjen Euphaeidae. Inga underarter finns listade i Catalogue of Life.